# د شو
د شو (انگلیسی: The Show; کره‌ای: 더 쇼) سابقاً The Show: All New K-Pop (فصل ۲)، The Show: All About K-Pop (فصل ۳)، یک برنامه تلویزیونی موسیقی در کره جنوبی است که به صورت زنده در سه‌شنبه‌ها از شبکه اس‌بی‌اس ام در اس‌بی‌اس پریزم تاور در سانگام دونگ، سئول پخش می‌شود.